# Sikorsky Ilja Muromez

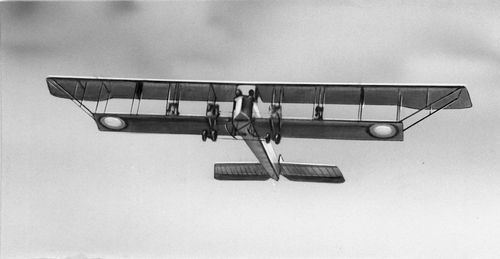
Ilja Muromez

Die Sikorski Ilja Muromez (russisch Сикорский Илья Муромец), vor dem 1. Weltkrieg als komfortables Passagierflugzeug konstruiert, avancierte dann zum ersten in Serie produzierten viermotorigen Bomber der Welt. Das Flugzeug konnte seine Bombenlast weit ins Feindgebiet tragen. Er wurde benannt nach der russischen Sagengestalt Ilja Muromez.

## Entwicklung
Die Ilja Muromez wurde 1913 von Igor Iwanowitsch Sikorski im Russisch-Baltischen Waggonwerk (RBWS) in Sankt Petersburg konstruiert. Sie basierte auf dem Vorgängermodell Russki Witjas, das eine wichtige Rolle in der russischen Luftfahrtentwicklung und im Bau mehrmotoriger Flugzeuge spielte. Das Projekt wurde von Fjodor Fjodorowitsch Tereschtschenko finanziert.
Ursprünglich war das Flugzeug (Werknummer 128) als komfortables Passagierflugzeug geplant. Es hatte einen vom Cockpit getrennten Salon mit Sesseln, einen Schlafraum und ein Bad. Das Flugzeug war beheizt und hatte elektrisches Licht. Die ersten Tests begannen am 10. Dezember 1913. Der Erstflug war am 25. Februar 1914 mit 16 Passagieren und einem Hund namens Schkalik. Vom 21. bis zum 23. Juni 1914 flog der lettische Pilot Hauptmann Prussis das Flugzeug von Sankt Petersburg nach Kiew in 14 Stunden und 38 Minuten mit nur einer Zwischenlandung. Das Flugzeug erregte bei den Sommermanövern der russischen Armee in Zarskoje Selo die Aufmerksamkeit des Zaren, der ihm den Namen „Kiewski“ verlieh, Igor Sikorski mit dem Wladimir-Orden auszeichnete und eine Bestellung für zehn Riesenflugzeuge veranlasste.
Beim Kriegsbeginn 1914 gegen Deutschland und Österreich-Ungarn hatten erst zwei der georderten Bombenflugzeuge die Produktionsstätte verlassen: die Nr. 135 mit deutschen 140-PS-Argus-Motoren und eine zweite Maschine, die mit wassergekühlten französischen Salmson-Motoren (zwei mit 200, zwei mit 130 PS) ausgerüstet werden musste. Die Maschinen konnten 800 kg Bomben tragen, dazu Maschinengewehre zur Selbstverteidigung. Die Motoren wurden mit 5 mm Stahl gepanzert.

## Einsatzgeschichte
Im August 1914 wurden die Flugzeuge als „Schiff I“ und „Schiff II“ von den russischen Luftstreitkräften übernommen. „Schiff I“ führte bei der 3. Armee ab Mitte September 1914 unter dem Kommando von Stabshauptmann Rudnew aus dem Raum Lemberg Aufklärungsflüge gegen die Festung Przemyśl durch. Dieses Flugzeug erreichte mit seinen Argus-Motoren eine Höhe von knapp 1.000 m. Schiff II unter Stabshauptmann Pankratjew erreichte mit Salmson-Motoren zwar über 2.250 m, doch der Einsatzbericht von Rudnew veranlasste das russische Hauptquartier, das Flugzeug zunächst für frontuntauglich zu erklären. Am 10. Dezember 1914 jedoch stellte man eine Bomberstaffel von zehn Flugzeugen auf, die bis 1916 auf 20 erweitert wurde. Am 12. September 1916 verloren die Russen die erste Ilja Muromez im Kampf mit mindestens zwei deutschen Flugzeugen. Dies war einer von insgesamt nur zwei Verlusten dieses Flugzeugtyps. Drei beschädigte Maschinen konnten ihre Heimatbasen wieder erreichen.

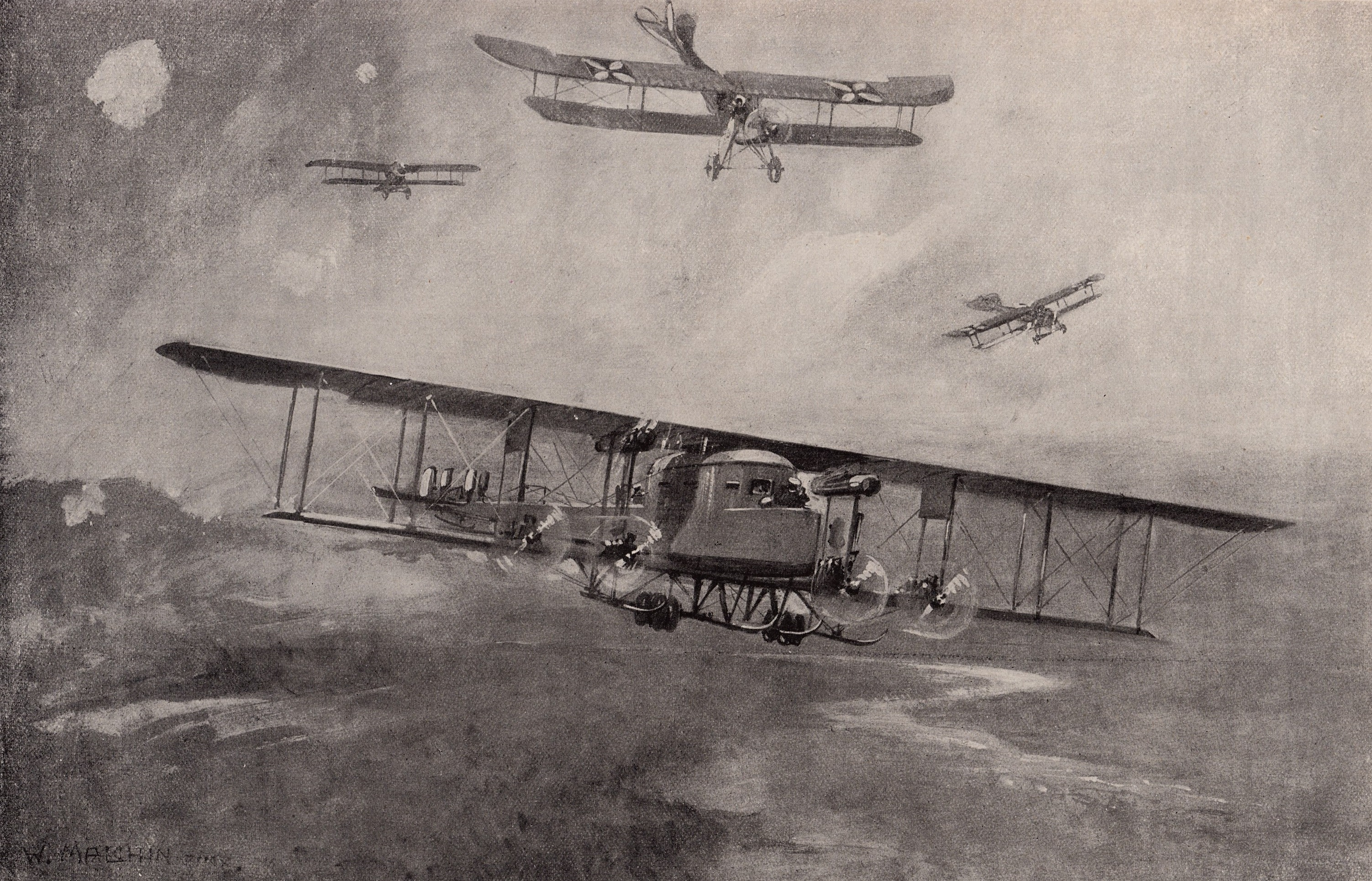
Das russische Riesenflugzeug „Ilja Murometz“ wird von deutschen Fliegern verfolgt (Illustration von 1916)

Die Konstruktion des Flugzeugs war verhältnismäßig widerstandsfähig. Trotz nicht seltener starker Gefechtsschäden und Motorausfälle gingen nur zwei Ilja Muromez während eines Feindfluges verloren; eine davon stürzte ab, wobei alle vier Besatzungsmitglieder ums Leben kamen. Allerdings erwiesen sich die Schäden oftmals nach der Rückkehr als irreparabel, sodass das Flugzeug verschrottet werden musste. Auch ihre Kampfkraft war beachtlich: Während nur eine Ilja Muromez durch den Beschuss deutscher Jäger verlorenging, wollen die russischen Bomber mindestens zehn Gegner abgeschossen haben. Belegen lassen sich diese Zahlen allerdings nicht. Bei den deutschen Piloten trug das Flugzeug die Spitznamen „Igel“, „Latsch“ oder „Bauernschreck“.
Die Russen verkauften Lizenzen nach England und Frankreich. Die Deutschen versuchten, das Flugzeug aus den Resten des einzigen Abschusses nachzubauen. Dass die Entwicklung eine Grundlage der späteren deutschen Riesenflugzeuge darstellte, ist inzwischen widerlegt.
Ende 1916 wurde das Flugzeug durch seine weitere Bewaffnung zu schwer. Sikorski wandte sich einem neuen Flugzeugtyp zu, der Alexander Newski.
Insgesamt wurden zwischen 1913 und 1918 73 Ilja-Muromez-Bomber gebaut. Ihre Bomben hatten eine Treffergenauigkeit von angeblich 90 %, was sich in deutschen Quellen so nicht widerspiegelt. Die Ilja Muromez flogen mehr als 400 Einsätze und warfen rund 65 Tonnen Bomben ab.
Die letzte Ilja Muromez flog 1922 in der Luftwaffenschule in Serpuchow.

## Technische Daten
| Kenngröße             | Daten (Ilja Muromez E-2) | Daten (Ilja Muromez G-3)                                                            |
| --------------------- | --- | ----------------------------------------------------------------------------------- |
| Besatzung             | 4–8 (max. 12) | 6                                                                                   |
| Länge                 | 18,8 m | 17,10 m                                                                             |
| Spannweite            | 34,5 m | oben 30,87 m, unten 20,20 m                                                         |
| Höhe                  | | 3,95 m                                                                              |
| Flügelfläche          | 220 m² | 159,6 m²                                                                            |
| Leermasse             | 5000 kg | 3800 kg                                                                             |
| Startmasse            | normal 6500 kg, maximal 7460 kg | 5600 kg                                                                             |
| Antrieb               | 4 Renault-12-Zylinder-Motoren, je 220 PS (162 kW) | 4 Renault Sunbeam, zwei mit 220 PS (162 kW), zwei mit 150 PS (110 kW) Startleistung |
| Höchstgeschwindigkeit | 130 km/h | 115 km/h                                                                            |
| Steigzeit             | | 12 min auf 1000 m Höhe                                                              |
| Reichweite            | 560 km | 460 km                                                                              |
| Gipfelhöhe            | 3200 m | 2700 m                                                                              |
| Flugdauer             | | 4 h                                                                                 |
| Tragflächenbelastung  | 29,5 kg/m² |                                                                                     |
| Leistung/Masse        | 0,10 kW/kg |                                                                                     |
| Bewaffnung            | verschiedene Anzahl und Kombinationen von Feuerwaffen im Krieg: 12,7 mm-, 15,3 mm-, 25 mm-, 37 mm- und 7,62-mm-Gewehre Maxim-Maschinengewehre, Lewis-Maschinengewehre Leonid Kurschewskis experimentelle rückstoßfreie Kanone | sieben MG mit 4100 Patronen                                                         |
| Bombenzuladung        | acht 100-kg-Bomben oder sechzehn 50-kg-Bomben oder eine 656-kg-Bombe sechs 127-mm-Raketen unter den Tragflächen | 500 kg                                                                              |